# Janka Koepala
Janka Koepala (ook Janka Kupała) (Wit-Russisch: Я́нка Купа́ла), pseudoniem van Ivan Daminikavitsj Loetsevitsj (Іва́н Даміні́кавіч Луцэ́віч), (Minsk, 25 juni 1882 - Moskou, 28 juni 1942), was een Wit-Russische schrijver en dichter. Hij wordt beschouwd als een van de grootste Wit-Russische schrijvers van de 20e eeuw.

## Biografie

### Jeugd

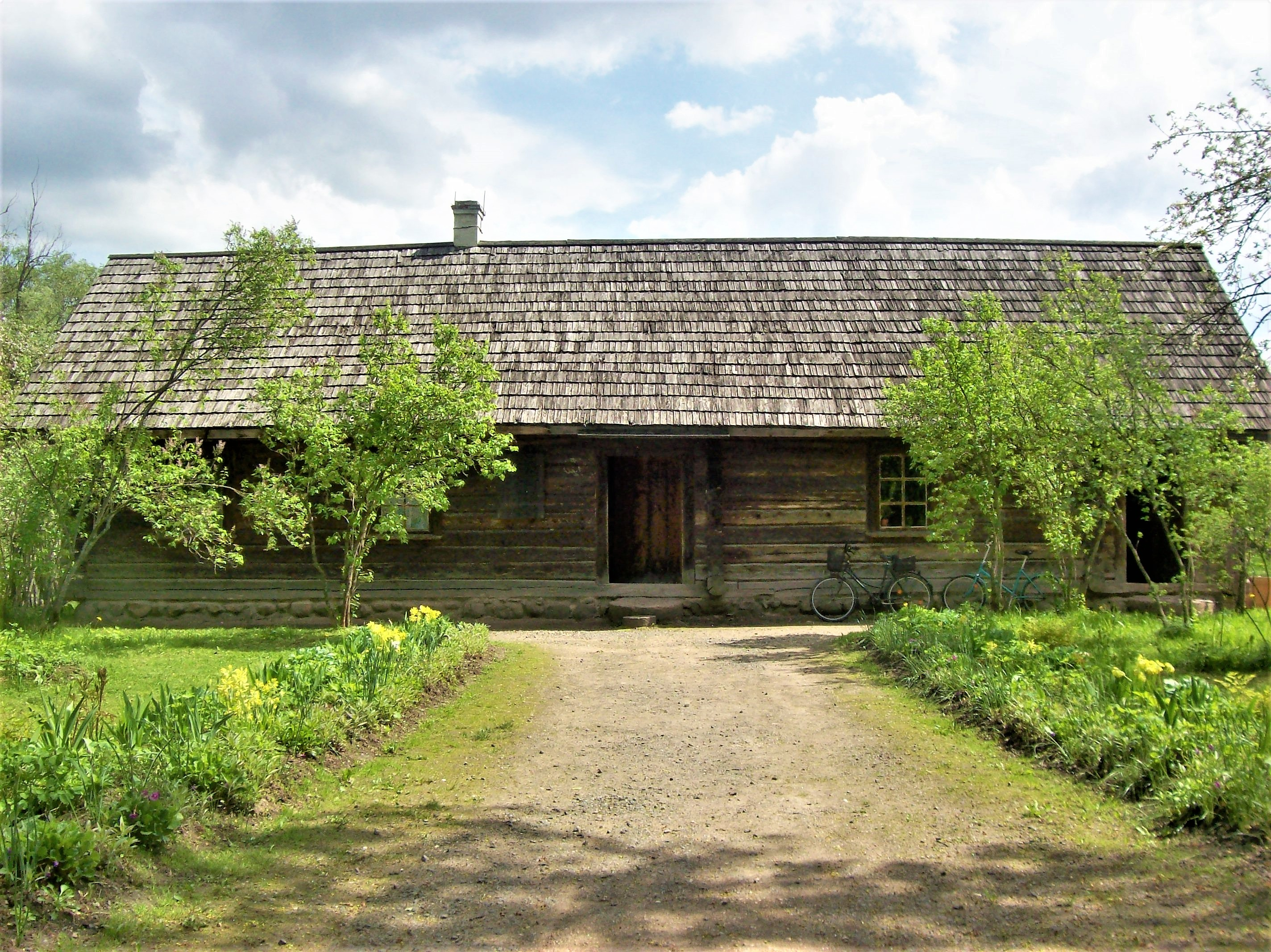
Geboortehuis van Janka Koepala

Koepala werd geboren in Viazynka, een nederzetting van voorwerken in de buurt van Minsk. Zijn voorouders waren szlachta, maar zijn ouders waren beiden werkzaam als leenboer - het gezin bezat zelf geen land. Koepala kreeg een traditionele opleiding die hij voltooide in 1898. Na de dood van zijn vader in 1902 had Koepala veel kortstondige baantjes, waaronder die van onderwijzer, winkelbediende en klerk.
Koepala's eerste serieuze literaire stap zette hij met Ziarno, een in het Pools geschreven gedicht dat hij onder het pseudoniem "K-a." voltooide in 1903 of 1904. Zijn eerste in het Wit-Russisch geschreven werk (Maja Dolja) draagt de datum 15 juli 1904. Op 11 mei 1905 verscheen zijn eerste gepubliceerde gedicht, Muzjyk ("Boer"), in de krant Severo-Zapadni Krai. In 1906 en 1907 verschenen verschillende gedichten in de krant Nasja Niva.

### In Vilnius en Sint-Petersburg
In 1909 verhuisde Koepala naar Vilnius, waar hij zijn carrière als dichter voortzette. Datzelfde jaar verscheen zijn eerste dichtbundel: Zjalejka ('De kleine Fluit'). Deze bundel werd door de tsaristische regering als opruiend beschouwd en een inbeslagname volgde. Het arrestatiebevel tegen Koepala werd in 1909 herroepen maar een tweede druk werd opnieuw geconfisqueerd, ditmaal door de plaatselijke autoriteiten. Koepala stopte met zijn werk voor de Nasja Niva om de reputatie van de krant niet te ruïneren.
Nog steeds in 1909 vertrok Koepala naar Sint-Petersburg. Het jaar erop werden verschillende werken gepubliceerd, waaronder het gedicht Advetsjnaja pesnja (Eeuwig lied) dat in juli 1910 in boekvorm verscheen. Son na koergane (Droom op een heuvel), voltooid in augustus 1910, stond symbool voor de armoedige staat van Koepala's Wit-Russische vaderland. In 1913 keerde Koepala terug naar Vilnius. Een van de personen waardoor Koepala in die tijd beïnvloed werd was Maksim Gorki.

### Gedurende het Sovjettijdperk
Na de Russische Revolutie van 1917 kregen Koepala's werken een optimistischer toonzetting. Onder de vele vertalingen die hij naar het Wit-Russisch maakte was die van het marxistische volkslied De Internationale. Niettemin onderhield Koepala ook connecties met anti-Russische vluchtelingen uit de Volksrepubliek Wit-Rusland, die hem tijdens een buitenlandse reis in 1927 aanspoorden zich in ballingschap in Tsjecho-Slowakije bij hen aan te sluiten. Thuis werd hij door de autoriteiten met argusogen bekeken, omdat zijn werk te nationalistisch zou zijn. Soortgelijke kritieken verschenen ook in de pers. Dit stopte nadat Koepala in de jaren dertig een openbare verontschuldiging publiceerde.
In 1941 ontving Koepala de Leninorde voor zijn dichtbundel Ad sertsa (Uit het hart).
Na de bezetting van Wit-Rusland door nazi-Duitsland in 1941 verhuisde een ernstig zieke Koepala eerst naar Moskou en vervolgens naar Tatarije. Hij bleef echter gedichten schrijven ter ondersteuning van de Russische partizanen die vochten tegen nazi-Duitsland.
In 1942 kwam Koepala na een val van de trap in het Hotel Moskva in Moskou te overlijden. De officiële doodsoorzaak was een ongeluk, maar er wordt nog steeds gespeculeerd over een mogelijke moord of zelfmoord.
Koepala is uitgegroeid tot symbool voor de Wit-Russische cultuur tijdens het Sovjettijdperk. Het museum dat door toedoen van zijn weduwe in 1945 in Minsk geopend werd is het belangrijkste literaire museum van Wit-Rusland. In Hrodna werd in 1978 de Yanka Koepala Staatsuniversiteit gesticht.
- Bibsys: 90156742
- Biblioteca Nacional de España: XX944647
- Bibliothèque nationale de France: cb11955702q (data)
- CiNii: DA08639186
- Gemeinsame Normdatei: 118640267
- International Standard Name Identifier: 0000 0001 0889 393X
- Library of Congress Control Number: n81103000
- Nationale Bibliotheek van Letland: 000057636
- Nationale Bibliotheek van Tsjechië: js20020812413
- Nationale bibliotheek van Australië: 35843569
- Nationale Bibliotheek van Israël: 987007299456205171
- Nationale Bibliotheek van Polen: a0000001152298
- Nationale en Universitaire bibliotheek Zagreb: 000176795
- Nederlandse Thesaurus van Auteursnamen: 070216088
- Réseau des bibliothèques de Suisse occidentale: 02-A025681949
- LIBRIS: 69017
- Système universitaire de documentation: 027537803
- Trove: 1112301
- Virtual International Authority File: 39385872
- WorldCat: E39PBJfMppf8MbhhGfQm78c9Dq